# NGC 1338
NGC 1338 é uma galáxia espiral (Sb) localizada na direcção da constelação de Eridanus. Possui uma declinação de -12° 09' 11" e uma ascensão recta de 3 horas, 28 minutos e 54,4 segundos.
A galáxia NGC 1338 foi descoberta em 15 de Dezembro de 1884 por Édouard Jean-Marie Stephan.